# Dirka po Sloveniji 1994
Dirka po Sloveniji 1994 je bila druga izvedba Dirke po Sloveniji. To je bila amaterska mednarodna etapna dirka, ki je potekala od 8. do 15. maja 1994. Skupna dolžina dirke je znašala 942,5 km.
Dirka se je začela se s ekipnim kronometrom, kriterijem in kriterjiem na izpadanje v Krškem in se še z 9 dodatnimi pravimi etapami zaključila v Orehovici, prvič od le treh dirk izven Novega mesta.
Dirko in rumeno majico je osvojil nemški kolesar Tobias Steinhauser (Histor), ki je dobil tri etape in prav tako je bil najboljši po točkah (bela) in na gorskih ciljih (modra). Na drugem mestu je končal Boris Premužič in na tretjem Sandi Papež. Ekipno je najboljši čas dosegla reprezentanca Slovenije. 
Zeleno majico za leteče cilje je dobil Lutz Lehmann, pikčasto za mladega kolesarja pa Branko Filip.
Dirka je doživela plaz kritik na računa slabe organizacije, zaradi sporov med klubi in reprezentanco, neupoštevanja osnovnih pravil določenih kolesarjev, finančnih zapletov itd. Po vrhu vsega pa je še Jure Robič (Sava Kranj) na začudenje vseh udeležencev dirke na zelo čuden način zaključil svojo kariero, ko je pri Škofji Loki zavil povsem izven začrtane trase, in se zapeljal proti domačim Jesenicam. Kasneje je povedal, da nepreklicno končuje svojo kariero, saj ima dovolj.

## Ekipe
Dirko je začelo 123 kolesarjev iz 21 ekip, od tega jo je končalo 85 kolesarjev.

### Amaterski klubi
- Rog Ljubljana
- KD Krka
- Sava Kranj
- Savaprojekt (Krško)
- RSV Histor Öschelbronn
- GB–MG Maglificio
- Caneva

### Državne reprezentance
- Slovenija
- Kazakhstan
- Slovaška
- Češka
- Ukrajina
- Hrvaška
- Rusija
- Belorusija
- Bolgarija
- Združene države Amerike
- Poljska
- Nizozemska
- Albanija
- Nemčija

## Trasa in etape
| Etapa  | Datum   | Trasa                                    | Dolžina    | Disciplina | Disciplina            | Zmagovalec         |          |
| ------ | ------- | ---------------------------------------- | ---------- | ---------- | --------------------- | ------------------ | -------- |
| 0      | 8. maj  | Krško                                    | 2,6 km     |            | ekipni kronometer     | Slovenija          |          |
| 0      | 8. maj  | Krško                                    | 6 x 1,3 km |            | kriterij              | Gorazd Štangelj    |          |
| 0      | 8. maj  | Krško                                    | 21 krogov  |            | kriterij na izpadanje | Borut Rovšček      |          |
| 1      | 9. maj  | Otočec – Kamnik                          | 167 km     |            | hribovska etapa       | Dimitri Sedun      |          |
| 2      | 10. maj | Otočec – Hrastnik                        | 76 km      |            | ravninska etapa       | Boštjan Mervar     |          |
| 3      | 10. maj | Dol pri Hrastniku – Sveti Jurij na Gorah | 7 km       |            | gorski kronometer     | Tobias Steinhauser |          |
| 4      | 11. maj | Grosuplje – Idrija                       | 154 km     |            | hribovska etapa       | Mike Weissman      |          |
| 5      | 12. maj | Novo mesto – Novo mesto                  | 144 km     |            | razgibana etapa       | Lutz Lehmann       |          |
| 6      | 13. maj | Ajdovščina – Predmeja – Ajdovščina       | 140 km     |            | gorska etapa          | Tobias Steinhauser |          |
| 7      | 14. maj | Nova Gorica                              | 40 km      |            | kriterij              | Martin Hvastija    |          |
| 8      | 14. maj | Nova Gorica – Vršič                      | 104 km     |            | gorska etapa          | Tobias Steinhauser |          |
| 9      | 15. maj | Orehovica – Orehovica                    | 110,5 km   |            | razgibana etapa       | Ralf Schmidt       |          |
| Skupaj | Skupaj  | 942,5 km                                 | 942,5 km   | 942,5 km   | 942,5 km              | 942,5 km           | 942,5 km |

## Razvrstitev vodilnih
| Etapa          | Zmagovalec         | Skupno             | Po točkah          | Gorski cilji       | Mladi kolesarji | Leteči cilji      | Ekipno      |
| -------------- | ------------------ | ------------------ | ------------------ | ------------------ | --------------- | ----------------- | ----------- |
| 0              | Borut Rovšček      | Borut Rovšček      | ni podatka         | brez podelitve     | ni podatka      | Gorazd Štangelj   | not awarded |
| 1              | Dimitri Sedun      | Dimitri Sedun      | ni podatka         | Dimitri Sedun      | ni podatka      | Marko Baloh       | ni podatka  |
| 2              | Boštjan Mervar     | Dimitri Sedun      | ni podatka         | ni podatka         | ni podatka      | ni podatka        | ni podatka  |
| 3              | Tobias Steinhauser | Tobias Steinhauser | ni podatka         | Sedun, Ravbar      | ni podatka      | Marko Baloh       | Slovenija   |
| 4              | Mike Weissmann     | Rodolfo Ongarato   | ni podatka         | Bogdan Ravbar      | ni podatka      | Kranjec & Lehmann | Slovenija   |
| 5              | Jens Lehmann       | Rodolfo Ongarato   | ni podatka         | Bogdan Ravbar      | ni podatka      | Jens Lehmann      | Slovenija   |
| 6              | Tobias Steinhauser | Sandi Papež        | ni podatka         | ni podatka         | ni podatka      | ni podatka        | ni podatka  |
| 7              | Martin Hvastija    | Sandi Papež        | ni podatka         | ni podatka         | ni podatka      | ni podatka        | ni podatka  |
| 8              | Tobias Steinhauser | Tobias Steinhauser | ni podatka         | ni podatka         | ni podatka      | ni podatka        | ni podatka  |
| 9              | Ralf Schmidt       | Tobias Steinhauser | Tobias Steinhauser | Tobias Steinhauser | Branko Filip    | Jens Lehmann      | Slovenija   |
| Končni nosilci | Končni nosilci     | Tobias Steinhauser | Tobias Steinhauser | Tobias Steinhauser | Branko Filip    | Jens Lehmann      | Slovenija   |

## Končna razvrstitev
| Legenda | Legenda                      | Legenda | Legenda                          |
| ------- | ---------------------------- | ------- | -------------------------------- |
|         | Zmagovalec skupnega seštevka |         | Zmagovalec gorskih ciljev        |
|         | Zmagovalec po točkah         |         | Zmagovalec med mladimi kolesarji |
|         | Zmagovalec letečih ciljev    |         | Zmagovalec med ekipami           |

### Skupno
| Uvr. | Kolesar            | Ekipa      | Čas         |
| ---- | ------------------ | ---------- | ----------- |
| 1.   | Tobias Steinhauser | Histor     | 24h 23' 49" |
| 2.   | Boris Premužič     | Slovenija  | + 2' 24"    |
| 3.   | Sandi Papež        | Slovenija  | + 3' 18"    |
| 4.   | Bogdan Ravbar      | Krka       | + 4' 26"    |
| 5.   | Dimitri Sedun      | Kazakhstan | + 5' 21"    |
| 6.   | Igor Kranjec       | Slovenija  | + 6' 03"    |
| 7.   | Srečko Glivar      | Krka       | + 6' 05"    |
| 8.   | Mike Weissmann     |            | + 6' 48"    |
| 9.   | Vladimir Douma     | Ukrajina   | + 7' 27"    |
| 10.  | Branko Filip       | Krka       | + 7' 57"    |

### Po točkah
| Uvr. | Kolesar            | Ekipa      | Točke |
| ---- | ------------------ | ---------- | ----- |
| 1.   | Tobias Steinhauser | Histor     | 81    |
| 2.   | Lutz Lehmann       | Nemčija    | 57    |
| 3.   | Dimitri Sedun      | Kazakhstan | 55    |
| 4.   | Igor Kranjec       | Slovenija  | 54    |
| 5.   | Bogdan Ravbar      | Krka       | 50    |

### Gorski cilji
| Uvr. | Kolesar            | Ekipa     | Točke |
| ---- | ------------------ | --------- | ----- |
| 1.   | Tobias Steinhauser | Histor    | 41    |
| 2.   | Bogdan Ravbar      | Krka      | 17    |
| 3.   | Sandi Papež        | Slovenija | 15    |
| 4.   | Srečko Glivar      | Krka      | 14    |
| 5.   | Federico Tozzo     | MG Boys   | 6     |

### Mladi kolesarji
| Uvr. | Kolesar             | Ekipa    | Čas         |
| ---- | ------------------- | -------- | ----------- |
| 1.   | Branko Filip        | Krka     | 24h 31' 46" |
| 2.   | Vladimir Miholjević | Hrvaška  |             |
| 3.   | Čiptak              | Ukrajina |             |

### Leteči cilji
| Uvr. | Kolesar       | Ekipa       | Točke |
| ---- | ------------- | ----------- | ----- |
| 1.   | Jens Lehmann  | SC DHfK     | 22    |
| 2.   | Igor Kranjec  | Krka        | 14    |
| 3.   | Denis Zanette | MG Boys     | 13    |
| 4.   | Marko Baloh   | Savaprojekt | 11    |
| 5.   | Dimitri Sedun | Kazakhstan  | 10    |

### Ekipno
| Uvr. | Ekipa       | Ćas          |
| ---- | ----------- | ------------ |
| 1.   | Slovenija   | 73h 21′ 45″  |
| 2.   | Krka        | + 06′ 17″    |
| 3.   | Kazakhstan  | + 15′ 23″    |
| 4.   | Nemčija     | + 18′ 32″    |
| 5.   | Ukrajina    | + 39′ 52″    |
| ...  | ...         | ...          |
| 7.   | Rog         | + 1h 05′ 01″ |
| 9.   | Sava        | + 1h 13′ 20″ |
| 14.  | Savaprojekt | + 1h 57′ 46″ |